# EverQuest II
EverQuest II – gra komputerowa z gatunku MMORPG, kontynuacja pierwszej części EverQuest, opracowana przez firmę Sony Online Entertainment i wydana w Ameryce Północnej i Europie 8 listopada 2004 roku. W styczniu 2009, Sony razem z Valve udostępniło grę poprzez system Steam.

## Produkcja
Sony stworzyło EverQuest II nie bezpośrednio jako osobną grę, lecz jako alternatywną przyszłość pierwszej jej części, która to przyszłość utworzyła się po zakończeniu się dodatku The Planes of Power. Dało to twórcom możliwość niezależnego rozwijania obu gier w dowolnym kierunku, bez wprowadzania zmian w fabule. Patrząc na obie gry właśnie w tej perspektywy, są to dwie niezależne gry, których łączy jedynie nazwa.
Gra jest grą przeznaczoną wyłącznie dla rozgrywki PvE, jednakże w lutym 2006 roku zostały wprowadzone również serwery PvP.

## Fabuła
EverQuest II rozgrywa się jest w fikcyjnym świecie Norrath, pięćset lat po dodatku „The Planes of Power” pierwszej części gry EverQuest. Bogowie wycofali się ze świata w odwecie za śmiertelne wtargnięcie na ich terytoria. W Norrath, mroczne elfy i orki zniszczyły większą część Faydwer, podczas gdy ogry, gobliny, orki i „giganci” spustoszyli Antonicę. Transport i komunikacja na Księżyc Luclin został odcięty.
100 lat temu kontynent Antonica został rozerwany na mniejsze wyspy, nazywane teraz Shattered Lands. Oceany stały się niemożliwe do przepłynięcia, uniemożliwiając kontakt między kontynentami na Norrath. Piętnaście lat temu, księżyc Luclin eksplodował i jego części pozostały na niebie.
EverQuest II ma miejsce w tzw. „wieku przeznaczenia” (Age of Destiny). Królowa Antonia Bayle z Qeynos jest życzliwą czarodziejką, która z zadowoleniem przyjmuje w swoim mieście wszystkie użyteczne produkty i materiały do odbudowy Norrath. Overlord Freeport, Lucan D'Lere, upadli paladyni, w swoich planach podboju zarządzją złymi rasami.

## Rozgrywka
W EverQuest II, podobnie jak w pierwszej części, gracz po utworzeniu postaci ma możliwość wykonywania zadań (questów), których jest ponad 8000 zwiedzania świata, zabijania potworów zdobywając tym samym skarby i doświadczenie. Gracz ma możliwość integracji z innymi graczami, by w większej grupie realizować wspólnie wyznaczone sobie cele. W grze istnieje również system tworzenia nowych przedmiotów pomocnych w dalszej rozgrywce.
W tworzeniu postaci, gracz może wybrać rasę i klasę. Różne klasy posiadają różne umiejętności, które uzupełniają zdolności danej klasy. EverQuest II umożliwia interakcje społeczne z innymi graczami poprzez grupowanie i poprzez tworzenie gildii. Podobnie jak same postacie, gildie mogą zdobywać punkty i kolejne poziomy doświadczenia, częściowo od samych graczy poprzez wykonywanie specjalnych zadań, ale przede wszystkim z zadań celowo przeznaczonych dla gildii. Wyższe poziomy gildii otwierają drogę do zdobywania specjalnych nagród niedostępnych dla postaci poza gildiami. Te nagrody to głównie możliwości wyboru zakwaterowania, nowe wierzchowce, elementy wyposażenia domu, nowa odzież, a także specjalne tytuły.

### Rasy i klasy
Gracz, w trakcie tworzenia postaci, ma możliwość wyboru z 19 ras i 24 klas postaci. Każda postać może się rozwinąć do 90 poziomu doświadczenia oraz do 90 poziomu umiejętności. Każda klasa ma również możliwość osiągania ponad 20 różnych umiejętności, w skład których wchodzą biegłości w walce lub czarach.
W EverQuest 2 gracz może wybrać jedną ze standardowych ras, którymi między innymi są: człowiek, ogr, krasnolud, elf lub też specyficzne dla tej gry: kerra (człowiek-kot), ratonga (człowiek-szczur), fae (postać przypominająca motyla, owada).

## Muzyka, dubbing
Muzyka do gry została skomponowana przez Laurę Karpman i nagrana pod jej dyrekcja przez Orkiestrę Filharmoniczną w Pradze. Dodatkowa płyta CD z muzyką jest dostępna w wersji kolekcjonerskiej gry.
Część głosów postaci bohatera niezależnego było dubbingowane przez kilkudziesięciu aktorów filmowych, m.in.: Heather Graham, Christopher Lee, Wil Wheaton, Dwight Schultz, Richard Steven Horvitz czy Danica McKellar.

## Rozszerzenia i subskrypcja
EverQuest II jest grą płatną z miesięczną subskrypcją. Grę można nabyć głównie poprzez pobranie z internetu za pomocą portalu Station.com gdzie dodatkowo można ściągać również kolejne rozszerzenia. Od 6 grudnia 2011 możliwe jest również założenie darmowego konta, które oferuje ograniczoną liczbę ras i klas postaci.
Dotychczas zostało wydanych 11 dodatków gry, na które się składa 8 pełnych rozszerzeń i 3 mini-dodatki (tzw adventure packs). Rozszerzenia te wprowadzają wiele nowych stref, nowych zadań, nowych funkcji, potworów, przedmiotów i miast oraz często podnoszą maksymalny poziom doświadczenia do zdobycia. Większość rozszerzeń wprowadza dodatkowe zawartości do gry przeznaczone głównie dla graczy już z wyższymi poziomami doświadczenia. Wszystkie rozszerzenia są płatne. Wszystkie dodatki są dostępne do pobrania poprzez portal Station.com jak również i w wersji pudełkowej.
| Tytuł                    | Rodzaj       | Data wydania         |
| ------------------------ | ------------ | -------------------- |
| The Bloodline Chronicles | mini dodatek | 21 marca 2005        |
| The Splitpaw Saga        | mini dodatek | 28 czerwca 2005      |
| Desert of Flames         | rozszerzenie | 13 października 2005 |
| Kingdom of Sky           | rozszerzenie | 21 lutego 2006       |
| The Fallen Dynasty       | mini dodatek | 14 czerwca 2006      |
| Echoes of Faydwer        | rozszerzenie | 14 listopada 2006    |
| Rise of Kunark           | rozszerzenie | 13 listopada 2007    |
| The Shadow Odyssey       | rozszerzenie | 18 listopada 2008    |
| Sentinel's Fate          | rozszerzenie | 16 lutego 2010       |
| Destiny of Velious       | rozszerzenie | 22 lutego 2011       |
| Age of Discovery         | rozszerzenie | 06 grudnia 2011      |

## Oceny
Pierwsze wydanie EverQuest II w 2004 roku zostało dobrze przyjęte przez krytyków:
- Metacritic – 83/100
- Game Rankings – 83,29%
- GameSpot – 8,3 pkt

Kolejne rozszerzenia gry nie poprawiły tych wyników, spadając stopniowo, otrzymując oceny dość zróżnicowane.